# Oktanoil-(GcvH):protein N-oktanoiltransferaza
Oktanoil-(GcvH):protein -oktanoiltransferaza (EC 2.3.1.204, LIPL, oktanoil-(GcvH):E2 amidotransferaza, YWFL (gen)) je enzim sa sistematskim imenom (sistem H odvajanja glicina)-N6-oktanoil-L-lizin:(lipoil-nosilac protein)-N6-L-lizin oktanoiltransferaza. Ovaj enzim katalizuje sledeću hemijsku reakciju
[sistem H odvajanja glicina]-6-oktanoil-L-lizin + [lipoil-nosilac protein] {\displaystyle \rightleftharpoons } sistem H odvajanja glicina + [lipoil-nosilac protein]-6-oktanoil-L-lizin
Kod bakterije Bacillus subtilis ovaj enzim katalizuje amidotransfer oktanoilne grupe sa [sistem H za odvajanje glicina]-6-oktanoil-L-lizina (i.e. oktanoil-GcvH) na E2 podjednicu (dihidrolipoamid acetiltransferazu) piruvatne dehidrogenaze.

## Literatura
- Nicholas C. Price; Lewis Stevens (1999). Fundamentals of Enzymology: The Cell and Molecular Biology of Catalytic Proteins (Third изд.). USA: Oxford University Press. ISBN 019850229X.
- Eric J. Toone (2006). Advances in Enzymology and Related Areas of Molecular Biology, Protein Evolution (Volume 75 изд.). Wiley-Interscience. ISBN 0471205036.
- Branden C; Tooze J. Introduction to Protein Structure. New York, NY: Garland Publishing. ISBN 0-8153-2305-0.
- Irwin H. Segel. Enzyme Kinetics: Behavior and Analysis of Rapid Equilibrium and Steady-State Enzyme Systems (Book 44 изд.). Wiley Classics Library. ISBN 0471303097.

## Spoljašnje veze
- Octanoyl-(GcvH):protein+N-octanoyltransferase на 